# Envy
엔비(エンヴィー, Envy)는 일본의 록 밴드이다.